# Shattered Glass
Shattered Glass (Alternativtitel: Lüge und Wahrheit – Shattered Glass) ist ein US-amerikanisch-kanadischer Film von Billy Ray aus dem Jahr 2003 über die Geschichte des Journalisten Stephen Glass, der als prominenter Featurejournalist und Redaktionsmitglied der The New Republic mehrere Artikel fälschte.
Der Film ist eine sehr genaue und realitätsnahe Darstellung der tatsächlichen Geschichte und basiert auf Interviews mit den involvierten Personen.

## Handlung
Im Jahr 1998 ist Stephen Glass gemeinsam mit Michael Kelly Mitherausgeber der The New Republic. Glass gehört zu den jüngsten Mitarbeitern des Magazins und erfreut sich bei seinen Kollegen, durch seine unterhaltsamen Geschichten, großer Beliebtheit. Ein Konflikt zwischen Kelly und dem Verleger Marty Peretz führt dazu, dass Kelly das Unternehmen verlassen muss und der Reporter Charles Lane Chefredakteur wird, obwohl er von den Mitarbeitern nicht gemocht wird.
Glass schreibt eine Geschichte mit dem Titel „Hack Heaven“, die von einem Hacker im Teenageralter handelt, der von einer großen Softwarefirma eingestellt wird, die er daraufhin infiltriert. Glass reicht seine Enthüllungsgeschichte bei Forbes ein, wo der Reporter Adam Penenberg keine bestätigenden Beweise für das findet, was dort beschrieben wird. Als Penenberg mit Glass Rücksprache führen will, weil er die Personen in seiner Geschichte nicht erreichen kann, gibt er eine Nummer mit einer Vorwahl für das Unternehmen in Palo Alto an. Nachdem Lane die Nummer angerufen hat, spricht er kurz mit einer Person, die sich als Vorsitzender der Firma identifiziert. Glass und Lane nehmen auch an einer Telefonkonferenz mit den Forbes-Mitarbeitern teil, die die Glaubwürdigkeit der Geschichte weiter in Frage stellen, was Glass dazu veranlasst, zu behaupten, er sei von seinen Quellen ausgetrickst worden.
Lane, der Glass vor den Mitarbeitern von Forbes schützen will, lässt sich von ihm in ein Kongresszentrum und ein Restaurant bringen, in dem die Geschichte stattgefunden haben soll. Dadurch erfährt er allerdings, dass beide Lokalitäten während der von Glass beschriebenen Ereignisse geschlossen waren. Lane stellt Glass zur Rede und beschuldigt ihn, seine Story verfälscht zu haben, nur um die Geschichte zu verbessern. Lane beschließt Glass nur zu suspendieren, da er ihn wegen seiner Popularität nicht entlassen möchte. Als er jedoch entdeckt, dass Glass’ Bruder in Palo Alto lebt, stellt er fest, dass Glass seinen Bruder als Vorsitzenden der Firma posieren ließ. Nachdem Lane Glass mit diesem Wissen konfrontiert hat, liest er die früheren Geschichten von Glass erneut und kommt zu der Erkenntnis, dass sie ebenfalls gefälscht wurden. Aufgrund seiner Täuschung wird Glass von Lane entlassen.
Trotz anfänglicher Probleme erhält Lane mit der Zeit die Unterstützung von Mitarbeitern der New Republic, um Glass’ Täuschung ans Licht zu bringen. Die New Republic stellte bei einer Überprüfung fest, dass 27 der 41 Geschichten von Glass teilweise oder vollständig erfunden wurden.
Kelly wurde während der Berichterstattung über den Irak-Krieg getötet. Glass erwarb einen Jura-Doktortitel aus Georgetown und schrieb einen Roman parallel zu seinem eigenen Leben, und Lane trat der Washington Post bei.

## Hintergrund
Anfangs sollte allein Stephen Glass im Mittelpunkt des Films stehen, doch als Billy Ray erkannte, dass der eigentliche Protagonist nicht Glass, sondern Chuck Lane war, begann er seine Geschichte mehr um Lane aufzubauen. „Die größte Herausforderung beim Schreiben“, sagt Ray, „bestand darin, dafür zu sorgen, dass der Übergang von Glass‘ Geschichte zu Lanes Geschichte nicht sichtbar war.“
Am 3. April 2003, etwas mehr als sechs Monate vor der Veröffentlichung des Films, wurde Michael Kelly getötet, als er über die Invasion im Irak berichtete. Der Film ist seinem Andenken gewidmet.
In Deutschland wurde der Film am 7. Oktober 2009 per DVD veröffentlicht.

## Kritiken
Das filmmakermagazine wertete: „Die Geschichte des Films, wie auch der Mann, dreht sich sowohl um Schicksal als auch um Betrug. Die Reise des Films bis zur Vollendung enthüllt die unkontrollierbaren Kräfte, die die Filmproduktion regieren.“ „Die Geschichte […] ist jedoch kein Exposé von Glass. Es ist vielmehr eine Betrachtung der ethischen Entscheidungen, die Menschen treffen, um mit ihrem Schicksal umzugehen.“ „Auf den ersten Blick ist die Geschichte von Stephen Glass eine klassische amerikanische Tragödie von Werten, die Amok laufen,“ aber im Grunde handele sie „über Journalismus, [der] die Wahrheit verteidigt, indem er sie fiktionalisiert.“
Ruthe Stein schrieb im San Francisco Chronicle, Shattered Glass sei ein „beeindruckend fesselnder Film über den in Ungnade gefallenen Journalisten Stephen Glass“. Ihm  wurden im Film „erkennbar menschliche Qualitäten“ zugedacht, „sodass sein Untergang, wenn nicht tragisch, so doch traurig ist.“
Bei der New York Times beschrieb AO Scott den Film als „eine ernsthafte, gut beachtete Untersuchung der Praxis des Journalismus“ und „ein scharfsinniges und überraschend fesselndes Drama“. Er fügte hinzu: „Ein auffällig ambitionierterer Film hätte vielleicht versucht, auf der Suche nach einer Erklärung für sein Verhalten in die persönliche Geschichte von Glass einzutauchen oder provokative Verbindungen zwischen diesem Verhalten und dem kulturellen und politischen Klima der Zeit herzustellen.“ das wäre aber „konventionell, oberflächlich und letztendlich falsch.“
Jan Stuart meinte in Newsday, Christensen tauche vollkommen und beängstigend in die Haut von Glass ein („If Christensen's performance is immediate and engaging, Glass, nevertheless, remains frustratingly enigmatic and just out of reach.“)

## Auszeichnungen
Shattered Glass wurde 2003 und 2004 nicht nur für zahlreiche Preise nominiert, sondern gewann 2003 den Political Film Society Award für Demokratie und beim National Board of Review für Besondere Anerkennung für herausragende Leistungen im Filmemachen (excellence in filmmaking).
Peter Sarsgaard erhielt für seine Darstellung des Chuck Lane insgesamt sieben Mal den Preis für den Besten Nebendarsteller:
- 2003: Boston Society of Film Critics
- 2003: Kansas City Film Critics Circle
- 2003: San Francisco Film Critics Circle
- 2003: Toronto Film Critics Association Award
- 2004: National Society of Film Critics
- 2004: Online Film Critics Society Award
- 2004: National Society of Film Critics

2004 erhielt er beim Las Palmas Film Festival zusammen mit Hayden Christensen den Preis für den Besten Schauspieler.

## Synchronisation
Der Film wurde 2003 erstmals synchronisiert und erhielt 2009 eine neue Nachvertonung.
| Rolle                | Original-Darsteller | Deutsche Stimme 2003 | Deutsche Stimme 2009     |
| -------------------- | ------------------- | -------------------- | ------------------------ |
| Stephen Glass        | Hayden Christensen  | Björn Schalla        | Robin Kahnmeyer          |
| Charles 'Chuck' Lane | Peter Sarsgaard     | Frank Schaff         | Florian Halm             |
| Caitlin Avey         | Chloë Sevigny       | Cathlen Gawlich      | Manja Doering            |
| Andy Fox             | Rosario Dawson      | Sabine Arnhold       | Claudia Urbschat-Mingues |
| Amy Brand            | Melanie Lynskey     |                      | Marie-Luise Schramm      |
| Michael Kelly        | Hank Azaria         | Joachim Tennstedt    | Bernd Vollbrecht         |
| Adam Penenberg       | Steve Zahn          | Peter Reinhardt      | Gerrit Schmidt-Foß       |
| Lewis Estridge       | Mark Blum           | Bodo Wolf            | Bodo Wolf                |
| Catarina Bannier     | Simone-Élise Girard |                      | Anke Reitzenstein        |
| David Bach           | Chad Donella        | Stefan Krause        | Rainer Fritzsche         |
| Aaron Bluth          | Jamie Elman         | Bernhard Völger      |                          |
| Rob Gruen            | Luke Kirby          |                      | Tobias Nath              |
| Kambiz Foroohar      | Cas Anvar           | Thomas Nero Wolff    | Gerald Schaale           |
| Gloria               | Linda E. Smith      | Karin Buchholz       | Liane Rudolph            |
| Marty Peretz         | Ted Kotcheff        | Jochen Schröder      | Helmut Gauß              |
| Mrs. Duke            | Caroline Goodall    | Liane Rudolph        | Arianne Borbach          |